# Asplenium oligophyllum
Asplenium oligophyllum là một loài thực vật có mạch trong họ Aspleniaceae. Loài này được Kaulf. miêu tả khoa học đầu tiên năm 1824.